# Alicja Gołyska
Alicja Gołyska (ur. 10 stycznia 1941 w Więckach) – polska rolniczka, poseł na Sejm PRL VII kadencji.

## Życiorys
W 1959 uzyskała wykształcenie średnie w Państwowym Technikum Rachunkowości Rolnej w Oleśnie. W 1971 wstąpiła do Zjednoczonego Stronnictwa Ludowego. Zasiadała w prezydium Powiatowego Komitetu partii w Namysłowie i w prezydium jej Wojewódzkiego Komitetu w Opolu (którego była wiceprezesem). Była również zastępcą członka plenum Naczelnego Komitetu ZSL. W 1976 uzyskała mandat posła na Sejm PRL w okręgu Opole. Zasiadała w Komisji Leśnictwa i Przemysłu Drzewnego oraz w Komisji Pracy i Spraw Socjalnych.

## Odznaczenia
- Srebrny Krzyż Zasługi (1974)